# Birkat Hachama
Birkat Hachama (hebr. ברכת החמה), Błogosławieństwo słońca – żydowska uroczystość religijna, której głównym elementem jest modlitwa o tej samej nazwie. Błogosławieństwo słońca odbywa się rzadko – raz na ok. 28 lat (co 10277 dni). Według Talmudu, uroczystość ta związana jest z faktem, iż w dniu, na który przypada błogosławieństwo słońca, układ gwiazd słońca, Księżyca i gwiazd powraca do takiego, jaki nastąpił w czwartym dniu stworzenia świata, tj. w dniu, w którym według Biblii (Ks. Rodzaju) Bóg stworzył te ciała niebieskie. 
Uroczystość może odbyć się jedynie w ciągu pierwszych trzech godzin od wschodu słońca, a do jej zorganizowania niezbędny jest minjan (zgromadzenie co najmniej dziesięciu dorosłych mężczyzn). Treścią błogosławieństwa słońca jest wyrażenie wdzięczności Bogu za uczynienie dzieła kreacji.
Ostatni Birkat Hachama odbył się 8 kwietnia 2009 roku; według tradycji była to 206 w historii świata sytuacja, gdy ciała niebieskie ustawiły się tak jak 4 dniu po stworzeniu. Kolejna taka uroczystość nastąpi w 2037 roku.